# Volcán de Cuxliquel
Conforme se inicia el ascenso se observan plantaciones de trigo y en la cumbre se ve el filón de Nahualá que va al Volcán Zunil. También se divisan los volcanes Cerro Quemado y Santa María de Quetzaltenango.
En la cumbre se encuentra un altar Maya, lugar en donde se hacen rituales sagrados: queman copal, pom, azúcar y candelas, entre otras cosas (se recomienda respetar este lugar porque es sagrado para los indígenas k'iche's).
Lugar más cercano que colinda con el volcán es aldea Chuanoj.